# Joseph Pollard
Pour les articles homonymes, voir Pollard.
Joseph Pollard (ou Jean-Joseph Pollard), né le 1er mai 1853 à Liège et mort le 18 octobre 1922 à Uccle, est un sculpteur belge.

## Biographie
Formé à l'académie des beaux-arts de Liège, Joseph Pollard séjourne à Rome de 1879 à 1884 grâce à une bourse de la fondation Lambert Darchis. À son retour en Belgique, il s'installe à Bruxelles, où il est directeur de l'École des beaux-arts de Uccle.

## Œuvres
- 1892 : Les Mathématiques, figure allégorique sur la façade de l'université de Liège, place du 20-Août.
- 1886 :  Les Abandonnés, ou Ischia, bronze, autrefois sur la place Emile Dupont, à Liège (disparu en 1999).
- 1894 : Les Abandonnés, ou Ischia, terre cuite, au Musée de l'Art wallon, à Liège.
- Le Vautour, au Jardin botanique de Bruxelles.